# Караисен
Караисен (болг. Караисен) — село в Болгарии. Находится в Великотырновской области, входит в общину Павликени. Население составляет 1 206 человек.

## Политическая ситуация
В местном кметстве Караисен, в состав которого входит Караисен, должность кмета (старосты) исполняет Борислав Николов Чукаров (Болгарский земледельческий народный союз (БЗНС)) по результатам выборов правления кметства.
Кмет (мэр) общины Павликени — Ангел Иванов Генов (коалиция в составе 2 партий: политический клуб «Экогласность», Земледельческий союз Александра Стамболийского (ЗСАС)) по результатам выборов в правление общины.